# Acyrthosiphon vasiljevi
Acyrthosiphon vasiljevi är en insektsart. Acyrthosiphon vasiljevi ingår i släktet Acyrthosiphon och familjen långrörsbladlöss. Inga underarter finns listade i Catalogue of Life.